# Giới luật Phật giáo
Giới luật Phật giáo, thường được dùng để chỉ đến khái niệm Tỳ-nại-da (tiếng Phạn: vinaya) trong Phật giáo. Dù vậy, theo nghĩa rộng, nó vẫn đề cập đến các khái niệm Phật giáo khác như Thi-la (sa. Śīla; pi. Sīla), Ba-la-đề-mộc-xoa (sa. Pràtimokwa; pi. Pāṭimokkha), Kiền-độ (sa. Skandha; pi. Khandhaka)... Việc nghiêm trì giới luật có tầm quan trọng tuyệt đối đối với việc tu tập Phật giáo, nó cũng có ý nghĩa sâu sắc và không thể thay thế đối với việc nghiên cứu tư tưởng Phật giáo.
Bộ tuyển tập kinh điển Phật giáo liên quan đến giới luật và diễn giải được gọi là Luật tạng, cùng với "Kinh tạng" và "Luận tạng", hợp thành "Tam tạng". Tăng sĩ chuyên nghiên cứu về giới luật được gọi là Luật sư, và các tông phái có tông nghĩa chủ yếu về giới luật được gọi là Luật tông.

## Diễn giải
Trong truyền thống Phật giáo Hán truyền, nhiều khái niệm Phật giáo khác nhau dùng chung thuật ngữ giới luật. Trên thực tế, ý nghĩa của những thuật ngữ này về nguyên gốc là khác nhau:
1. Thi-la (sa. Śīla; pi. Sīla), cũng được dịch là Giới, đề cập đến những quy định phải tuân thủ của hàng xuất gia
2. Học xứ (sa. Śikṣāpada; pi. Sikkhāpada), còn dịch là Điều học, chỉ đều những hướng dẫn thực hiện trong quá trình tu tập.
3. Ba-la-đề-mộc-xoa (sa. Pràtimokwa; pi. Pàỉimokkha), còn dịch là Biệt giải thoát hay Giới bổn, chỉ đến các giới luật mà tăng ni cư sĩ phải giữ gìn phòng ngừa các tội lỗi, xa lìa các phiền não hoặc nghiệp mà được giải thoát.
4. Kiền-độ (sa. Skandha; pi. Khandhaka), đề cập đến những nghi thức tác pháp trong Tăng đoàn như thụ giới, bố tát, an cư và những điều văn qui định sự sinh hoạt hàng ngày.,
5. Tì-nại-da (sa., pi. Vinaya), còn được dịch là Luật.

## Tổng quát
Đức Phật Thích-ca Mâu-ni ban đầu dạy các đệ tử của Ngài đạt được Niết-bàn trong Tam vô lậu, với Thi-la là cơ sở của tất cả các thực hành. Thi-la có thể được đại khái chia thành ngũ giới và thập thiện, bao gồm tất cả những việc ác nên tránh và những việc tốt nên làm, đó là phương hướng mà tất cả các đệ tử Phật giáo nên theo đuổi. Nhưng bản thân Thi-la không có sức mạnh cưỡng chế, Đức Phật khuyến khích mọi người theo nó càng nhiều càng tốt tùy theo khả năng, hoàn cảnh và phán đoán của chính họ.
Với sự gia tăng số lượng các tăng nhân, Đức Phật bắt đầu đưa ra một số hướng dẫn về cách thức sinh hoạt trong cộng đồng tăng đoàn, được gọi là học xứ. Những chế định quan trọng nhất được tập hợp thành các bài kệ, và chúng được đọc trong các buổi Uposatha để nhắc nhở tăng chúng. Những tăng nhân nào không tuân thủ học xứ sẽ bị Tăng đoàn trừng phạt tùy theo mức độ nghiêm trọng của vụ việc, lỗi nhẹ có thể sám hối trước tăng chúng, lỗi năng sẽ bị trục xuất khỏi Tăng đoàn.
Trong khi đó, nội dung của kiền-độ chủ yếu là ý kiến và kinh nghiệm của các bậc trưởng lão đối với học xứ, cũng như phán quyết của Tăng đoàn đối với các sự kiện khác nhau, được thu thập theo thể loại. Sau kỳ kết tập thứ hai, vì quan điểm khác nhau về giới luật, nên các bộ phái Phật giáo bị chia rẽ, Tăng đoàn của các bộ phái khác nhau đều có giới luật riêng. Để giải quyết những khác biệt về quan điểm này, các trưởng lão trong Tăng đoàn chú trọng hơn đến việc giữ giới, vì vậy họ đã thu thập các bộ phận khác nhau, phân tích và thảo luận từng bộ phận một, và cuối cùng hình thành Luật. Các bộ phái khác nhau có những tập hợp Luật riêng, hình thành Luật tạng đặc thù của từng bộ phái.